# Kings World Cup 2024
A Kings World Cup 2024 foi um torneio internacional de futebol 7 com equipes da Kings League e da Américas Kings League, além de doze equipes de outras futuras versões internacionais da Kings League, que fizeram sua estreia no torneio como "Wildcards". Esta foi a edição inaugural da Kings World Cup e foi realizada no México entre 26 de maio e 9 de junho de 2024. No dia 20 de abril de 2024, foi anunciado que as finais do torneio seriam realizadas no Estádio BBVA em Guadalupe, Região Metropolitana de Monterrei.

## Formato

### Redempion Game
O Redemption Game foi disputado no dia 25 de maio, um dia antes do início oficial da Kings World Cup, na Cidade do México, com as quatro equipes da Kings League e as quatro equipes da Américas Kings League que não classificadas se enfrentando diretamente pelas últimas quatro vagas no torneio.

### Fase inicial
A fase inicial contou com algumas características de sistema suíço, envolvendo um total de 40 partidas, estruturada da seguinte forma:
- Na primeira rodada, as 32 equipes disputaram uma partida cada, sendo os pares decididos por sorteio.
- Todas as equipes avançaram para a segunda rodada, as equipes que venceram a partida da primeira rodada disputaram a "chave dos vencedores" e as equipes que perderam disputaram a "chave dos perdedores".
- As equipes da "chave dos vencedores" que venceram a partida da segunda rodada se classificaram para a fase final, enquanto as equipes que perderam enfrentaram as equipes vencedoras da "chave dos perdedores" no Last Chance. Os vencedores do Last Chance se juntaram aos vencedores da "chave de vencedores" da segunda rodada na fase final.

### Fase final
- A fase final consistiu então em confrontos de oitavas de final, quartas de final, semifinais e final. Os vencedores receberam um prêmio em dinheiro de um milhão de dólares.[4][5]

## Equipe do torneio
| Pessoa             | Papel                         |
| ------------------ | ----------------------------- |
| Zlatan Ibrahimović | Presidente da Kings World Cup |

## Direitos de transmissão
Além das habituais transmissões ao vivo na Twitch e YouTube, tanto dos canais oficiais da Kings League quanto dos presidentes das equipes, a Kings World Cup 2024 também foi transmitida nos seguintes canais e plataformas:
| País ou região | Locutor de rádio        | Partidas mostradas |
| --- | ----------------------- | ------------------ |
| Armênia, Azerbaijão, Estônia, Geórgia, Letônia, Lituânia, Cazaquistão, Quirguizistão, Moldávia, Tajiquistão, Turquemenistão, Ucrânia e Uzbequistão | Setanta Sports          | Todas              |
| Bélgica e Portugal | DAZN                    | Todas              |
| Brasil | Desimpedidos Camisa21   | Todas              |
| Catalunha | 3Cat                    | Todas              |
| França | M6+                     | Todas              |
| Gana e Nigéria | SportyTV                | Todas              |
| Hungria | RTL+                    | Fase de mata-mata  |
| Israel | OneSport                | Todas              |
| Itália | Sportitalia             | Todas              |
| México | Canal 6                 | Todas              |
| Holanda | RTL Nederland Videoland | Todas              |
| Noruega | VG                      | Todas              |
| Filipinas | TAP TV                  | Todas              |
| Rússia | OKKO                    | Todas              |
| Suécia | Sportbladet             | Todas              |
| Peru | Acun Medya Exxen        | Todas              |
| África Ocidental e Central | Moov TV                 | Todas              |

## Redemption Game

### Participantes
| Liga     | Equipe            | Presidente(s)                                        |
| -------- | ----------------- | ---------------------------------------------------- |
| Espanha  | El Barrio         | Adri Contreras                                       |
| Espanha  | PIO FC            | Samantha Rivera (Rivers)                             |
| Espanha  | Rayo de Barcelona | Martí Miràs (Spursito)                               |
| Espanha  | xBuyer Team       | Javier (xBuyer) and Eric Ruiz (MiniBuyer)            |
| Américas | Atlético Parceros | James Rodríguez e Pelicanger                         |
| Américas | Club de Cuervos   | Mercedes Roa                                         |
| Américas | Los Aliens FC     | Edwin Castro (Castro)                                |
| Américas | Los Chamos FC     | Donato Muñoz (TheDonato) and Flavio Broianigo (YOLO) |

### Partidas
| 25 de maio    | Club de Cuervos                            | 2–1       | El Barrio               | Cidade do México  |  |
| 16:00 (UTC-3) | - José Azkenazi 21' - Mercedes Roa 22' (p) | Relatório | - Adri Contreras 6' (p) | Estádio: KL Arena |  |

| 25 de maio    | Los Chamos FC                                             | 1–6       | PIO FC | Cidade do México  |  |
| 18:00 (UTC-3) | - Erick Sámano 17' - José Medina 20+1' - Diego Franco 39' | Relatório | - Carlos Omabegho 3' - Rubens Sambueza 5' (p), 15' - Víctor Mongil 17' - Ivan López 21' (p) 38' - Jordi Cano 28' - Aaron Ropero 30' (x2) | Estádio: KL Arena |  |

| 25 de maio    | Los Aliens FC                                          | 5–2       | Rayo de Barcelona                        | Cidade do México  |  |
| 17:00 (UTC-3) | - Miguel Rebollo 20+1', 34' (x2) - Castro 1021 24' (p) | Relatório | - Isaac Maldonado 19' - Spursito 31' (p) | Estádio: KL Arena |  |

| 25 de maio    | Atlético Parceros   | 0–7       | xBuyer Team | Cidade do México  |  |
| 15:00 (UTC-3) | - Angellot Caro 23' | Relatório | - Pablo Beguer 3' - Pere Martínez 10' - Pau Llastarry 12' - Roger Carbó 20', 20+1', 20+2' - Fuad El Amrani 29' - MiniBuyer 34' (p) - Juanma González 36' | Estádio: KL Arena |  |

## Participantes

### Equipes classificadas
| Liga      | Equipe                | Presidente(s)                                              | Classificado através           |
| --------- | --------------------- | ---------------------------------------------------------- | ------------------------------ |
| Espanha   | 1K FC                 | Iker Casillas                                              | Top 8 da Kings League          |
| Espanha   | Aniquiladores FC      | Juan Guarnizo                                              | Top 8 da Kings League          |
| Espanha   | Jijantes FC           | Gerard Romero                                              | Top 8 da Kings League          |
| Espanha   | Kunisports            | Sergio Agüero                                              | Top 8 da Kings League          |
| Espanha   | Los Troncos FC        | Jaume Cremades (Perxitaa)                                  | Top 8 da Kings League          |
| Espanha   | Porcinos FC           | Ibai Llanos                                                | Top 8 da Kings League          |
| Espanha   | Saiyans FC            | David Cánovas (TheGrefg)                                   | Top 8 da Kings League          |
| Espanha   | Ultimate Móstoles     | Mario Alonso (DjMaRiiO)                                    | Top 8 da Kings League          |
| Espanha   | PIO FC                | Samantha Rivera (Rivers)                                   | Redemption Game                |
| Espanha   | xBuyer Team           | Javier (xBuyer) and Eric Ruiz (MiniBuyer)                  | Redemption Game                |
| Américas  | Galácticos del Caribe | Los Futbolitos e Santiago Matías (Alofoke)                 | Top 8 da Américas Kings League |
| Américas  | Muchachos FC          | Jero Freixas                                               | Top 8 da Américas Kings League |
| Américas  | Olimpo United         | Javier Hernández (Chicharito)                              | Top 8 da Américas Kings League |
| Américas  | Peluche Caligari      | Álex (Escorpión Dorado) e Gabriel Montiel (Werevertumorro) | Top 8 da Américas Kings League |
| Américas  | Persas FC             | Andy Merino (ElZeein)                                      | Top 8 da Américas Kings League |
| Américas  | Raniza FC             | Diego Balsa (BarcaGamer) e Alana Flores (AlanaLaRana)      | Top 8 da Américas Kings League |
| Américas  | Real Titán FC         | Germán Garmendia                                           | Top 8 da Américas Kings League |
| Américas  | West Santos FC        | Luis Villa (WestCol) e Austin Santos (Arcángel)            | Top 8 da Américas Kings League |
| Américas  | Club de Cuervos       | Mercedes Roa                                               | Redemption Game                |
| Américas  | Los Aliens FC         | Edwin Castro (Castro 1021)                                 | Redemption Game                |
| Wildcards | Deptostra FC          | Céline Dept e Eden Hazard                                  |                                |
| Wildcards | FIVE FC               | Rio Ferdinand e Jeremy Lynch                               |                                |
| Wildcards | Foot2Rue              | AmineMaTue                                                 |                                |
| Wildcards | Furia FC              | Allan Rodrigues (O Estagiário), Falcão e Neymar            |                                |
| Wildcards | G3X FC                | Alexandre Borba Chiqueta (Gaules)                          |                                |
| Wildcards | Limon FC              | Tuğkan Gönültaş (Elraenn)                                  |                                |
| Wildcards | Medallo City          | Juan Luis Londoño (Maluma)                                 |                                |
| Wildcards | Murash FC             | Junichi Kato                                               |                                |
| Wildcards | Stallions             | Gianmarco Tocco (Tumblurr) e Francesco Totti               |                                |
| Wildcards | SXB FC                | Ahmed Alqahtani (SHoNgxBoNg) e Yasser Al-Qahtani           |                                |
| Wildcards | UA Steel              | Mykhailo Lebiha (Leb1ga) e Andriy Shevchenko               |                                |
| Wildcards | Youniors FC           | Younes Zarou e Mario Götze                                 |                                |

### Elencos
Como de costume na Kings League, as equipes convocaram uma escalação regular de dez jogadores, além dos 11º, 12º e 13º jogadores convidados. Os elencos das equipes podem ser consultados no site oficial da Kings League.

## Fase inicial

### Primeira rodada
| 27 de maio A  | Olimpo United        | 1–6       | Furia FC                                                                   | Cidade do México                       |  |
| 21:00 (UTC-3) | - Mario Osuna 1' (p) | Relatório | - Leonardo Garcia 2', 26' - Filype Pinheiro 5', 19' - Higor Matos 22', 30' | Estádio: KL Arena MVP: Filype Pinheiro |  |

| 26 de maio B  | Stallions                                       | 3–2       | Medallo City                                                       | Cidade do México                       |  |
| 18:00 (UTC-3) | - Tumblurr 21' (p) - Michele Trombetta 34' (x2) | Relatório | - Leigh Rose 1' - Bernat Burguera 21' (p) - Jonathan Sánchez 40+2' | Estádio: KL Arena MVP: Francesco Totti |  |

| 26 de maio C  | UA Steel | 0–4       | G3X FC                                                                | Cidade do México                          |  |
| 17:00 (UTC-3) |          | Relatório | - Kelvin de Oliveira 1' - Gabriel Menoci 20+1' - Caio Garcia 35', 36' | Estádio: KL Arena MVP: Kelvin de Oliveira |  |

| 27 de maio D  | Murash FC                                                         | 4–10      | Raniza FC | Cidade do México                     |  |
| 22:00 (UTC-3) | - Junichi Kato 16' - Riyohei Oda 20+3' - Hiroki Kiyokawa 36' (x2) | Relatório | - Obed Martínez 2', 4' - José Rochín 13', 40+1' (x2) - Daisuke Nasu 17' (g.c.) - Walter Ayoví 19' - Baruc Ochoa 20+2' - Cesar Romo 31' - Yair Arias 32' | Estádio: KL Arena MVP: Obed Martínez |  |

| 28 de maio E                                               | Los Troncos FC                                                                                     | 5–5 (1–0 pen.)                                                                        | Real Titán FC                                                        | Cidade do México                      |  |
| 20:00 (UTC-3)                                              | - Edgar Álvaro 4' - Carles Planas 8', 30' - Ian González 8' - Joan Verdú 20+2' - Mark Sorroche 21' | Relatório                                                                             | - Germán Garmendia 14' (p) - Fran Hernández 19', 20+2', 24' (p), 33' | Estádio: KL Arena MVP: Fran Hernández |  |
|                                                            | | Penalidades                                                                           |                                                                      |                                       |  |
| - Joan Verdú - Mark Sorroche - Edgar Álvaro - Vicenç Oromí | | - Erick Guzmán - Christopher Pedraza - Carlos Calvo - Fran Hernández - Alberto García |                                                                      |                                       |  |

| 28 de maio F  | Los Aliens FC                                                                                  | 4–5       | Ultimate Móstoles                                                                         | Cidade do México                    |  |
| 18:00 (UTC-3) | - Miguel Rebollo 16' (p) - Castro 1021 24' (p) - David Cabrera 29', 38' (p) - Óscar Medina 37' | Relatório | - Aleix Martí 18', 19' - Ferran Corominas 23' - Aleix Lage 27' - Cristian Ubón 37', 40+4' | Estádio: KL Arena MVP: Víctor Vidal |  |

| 27 de maio G  | Porcinos FC | 7–4       | Muchachos FC                                                        | Cidade do México                      |  |
| 19:00 (UTC-3) | - Àlex Gutiérrez 1', 35' - Nadir Louah 12' - Adrián Lledó 20', 20+1' - David Soriano 20+2' - Pablo Hernández 27' | Relatório | - Diego Martínez 1', 5' - Jero Freixas 21' (p) - Edwin Cárdenas 31' | Estádio: KL Arena MVP: Àlex Gutiérrez |  |

| 26 de maio H  | Youniors FC           | 0–2       | Saiyans FC                                                                           | Cidade do México                  |  |
| 14:00 (UTC-3) | - Max Dombrowka 40+2' | Relatório | - Pablo Fernández 20+1' - David López 31' - Augusto Fernández 34' - TheGrefg 38' (p) | Estádio: KL Arena MVP: Dani Pérez |  |

| 26 de maio I  | Peluche Caligari | 5–4       | Deptostra FC                                                                                             | Cidade do México                       |  |
| 15:00 (UTC-3) | - Mauricio Campos 12' - Ismael Valadez 16' - Gustavo Guillén 19', 36' - José Joaquín Martínez 20+1' - Gabriel Montiel 38' (p) | Relatório | - Nabil Jaadi 20' - Dario Oger 20+2' - Jordy Gillekens 21', 27' - Viktor Boone 26' - Celine Dept 38' (p) | Estádio: KL Arena MVP: Gustavo Guillén |  |

| 27 de maio J                                                                 | Foot2Rue | 5–5 (2–1 pen.)                                                                      | PIO FC                                                                                | Cidade do México                       |  |
| 17:00 (UTC-3)                                                                | - Allan Rakotovazaha 2' - Clément Goguey 14' - Amara Fofana 20+1', 24' (p) - Yanis Barka 20+2' - Abdel Medioub 20+4' (p) | Relatório                                                                           | - Carlos Omabegho 1', 3' - Ivan López 6' - Rubens Sambueza 10' (p) - Aaron Ropero 16' | Estádio: KL Arena MVP: Carlos Omabegho |  |
|                                                                              | | Penalidades                                                                         |                                                                                       |                                        |  |
| - Melvin Bachelet - Théo Chendri - Jérémy Ménez - Amara Fofana - Yanis Barka | | - Lasha L. Macharashvili - Jordi Cano - Aaron Ropero - Iván López - Carlos Omabegho |                                                                                       |                                        |  |

| 27 de maio K  | 1K FC                                                               | 2–3       | Club de Cuervos                                                    | Cidade do México                    |  |
| 20:00 (UTC-3) | - David Barral 11' - Marc Granero 20+1', 29' - Albert Arnalot 40+2' | Relatório | - Eli Saadia 2' - José Azkenazi 20+1' - Alfonso Rosales 40+1' (x2) | Estádio: KL Arena MVP: Marc Granero |  |

| 26 de maio L | West Santos FC                                                                   | 2–2 (2–3 pen.) | Aniquiladores FC                          | Cidade do México                     |  |
| 19:00 (UTC-3) | - Moisés Dabbah 3' - Jhon Monsalve 15' - Francisco Estrada 18' - Juan Celada 38' | Relatório | - José Ruiz 20+2' - Bernat Rovira 38' (p) | Estádio: KL Arena MVP: Moisés Dabbah |  |
| |                                                                                  | Penalidades |                                           |                                      |  |
| - Juan Celada - Moisés Dabbah - Santiago Pérez - William Rojas - Francisco Estrada - Juan Martínez - José Miramontes - Alfriedo Fierro |                                                                                  | - Javier Espinosa - Bernat Rovira - Gerard Vergé - Jordi Ros - David Alba - José Ruiz - Marios Reyes - Hugo Fraile |                                           |                                      |  |

| 28 de maio M  | Jijantes FC              | 1–3       | Limon FC                                        | Cidade do México                    |  |
| 17:00 (UTC-3) | - Adrián Espinar 30' (p) | Relatório | - Mete Demir 1' - Alp Arda 3' - Memos Sözer 10' | Estádio: KL Arena MVP: José Segovia |  |

| 27 de maio N  | FIVE FC                                                                   | 5–6       | Kunisports                                                  | Cidade do México                   |  |
| 18:00 (UTC-3) | - Tyrelle Newton 4', 20+1' - Tom Clare 7', 30' (p) - Jeremy Lynch 34' (p) | Relatório | - Jordi Gómez 1', 20+2', 24', 36' - Nicolás Gaitán 20', 28' | Estádio: KL Arena MVP: Jordi Gómez |  |

| 26 de maio O  | SXB FC                                                             | 3–2       | Persas FC                | Cidade do México                         |  |
| 16:00 (UTC-3) | - Bruno Araújo 3' - Wanderson da Silva 20' - Williams Oliveira 33' | Relatório | - Luis González 10', 19' | Estádio: KL Arena MVP: Williams Oliveira |  |

| 28 de maio P  | xBuyer Team | 7–6       | Galácticos del Caribe                                                             | Cidade do México                    |  |
| 19:00 (UTC-3) | - Pablo Beguer 4', 9' - Iker Alcarazo 16' - Fuad El Amrani 28' (x2) - Eric Ruiz 35' (p) - Fernando Velillas 39' | Relatório | - Brayan Hernández 3', 6', 20+2', 37' - Leandro Gómez 20' - Angelo Valdes 35' (p) | Estádio: KL Arena MVP: Pablo Beguer |  |

1. 1 2  As partidas seriam disputadas no dia 26 de maio, porém foram adiadas devido à problemas técnicos e questões climáticas

### Segunda rodada

#### Chave dos vencedores
| 29 de maio 1  | Furia FC                    | 2–1       | Stallions             | Cidade do México                      |  |
| 19:00 (UTC-3) | - Jefferson Melo 25', 40+2' | Relatório | - Francesco Totti 19' | Estádio: KL Arena MVP: Jefferson Melo |  |

| 31 de maio 2  | G3X FC                                                                              | 5–2       | Raniza FC                                          | Cidade do México                          |  |
| 21:00 (UTC-3) | - Kelvin de Oliveira 1', 25' - Maicon Silva 6', 20', 38' - Wellington Rodrigues 12' | Relatório | - José Rochín 5', 40+3' - Osvaldo Martínez 34' (p) | Estádio: KL Arena MVP: Kelvin de Oliveira |  |

| 31 de maio 3  | Los Troncos FC                                                            | 6–3       | Ultimate Móstoles                                          | Cidade do México                     |  |
| 19:00 (UTC-3) | - Manuel Martín 3' - Joan Verdú 19' - Max Marcet 39' - Vicenç Oromí 40+2' | Relatório | - Víctor Vidal 2' - Eloy Pizarro 20+2' - Cristian Ubón 35' | Estádio: KL Arena MVP: Manuel Martín |  |

| 30 de maio 4  | Porcinos FC                                                                   | 6–5       | Saiyans FC                                                                                            | Cidade do México                    |  |
| 17:00 (UTC-3) | - Adrián Lledó 5', 20+1' - Ibai Llanos 6' (p) - Pablo Hernández 12', 20', 39' | Relatório | - Jero Martín 1', 19' - Sergi Gestí 14' - Pablo Fernández 20+1' - TheGrefg 24' (p) - Dani Liñares 24' | Estádio: KL Arena MVP: Adrián Lledó |  |

| 29 de maio 5  | Peluche Caligari                                              | 5–5 (3–2 pen.) | Foot2Rue                                                                               | Cidade do México                       |  |
| 17:00 (UTC-3) | - Gustavo Guillén 20', 20', 20+1' - José Joaquín Martínez 31' | Relatório      | - AmineMaTue 18' (p) - Amara Fofana 34' - Melvin Bachelet 36' - Yanis Barka 40+2' (x2) | Estádio: KL Arena MVP: Gustavo Guillén |  |

| 30 de maio 6                                                                         | Club de Cuervos        | 1–1 (1–2 pen.)                                                          | Aniquiladores FC  | Cidade do México                  |  |
| 21:00 (UTC-3)                                                                        | - Donovan Martínez 34' | Relatório                                                               | - Gerard Verge 1' | Estádio: KL Arena MVP: Pol Zapata |  |
|                                                                                      |                        | Penalidades                                                             |                   |                                   |  |
| - Diego Sanjuan - Santiago Lagarde - Donovan Martínez - Rafael Aja - Manuel Viniegra |                        | - Javi Espinosa - Bernat Rovira - Jordi Ros - Gerard Verge - David Alba |                   |                                   |  |

| 31 de maio 7  | Limon FC                        | 2–3       | Kunisports                               | Cidade do México                  |  |
| 17:00 (UTC-3) | - Alp Arda 17' - Mete Demir 34' | Relatório | - Nicolás Gaitán 2', 4' - Kun Agüero 17' | Estádio: KL Arena MVP: Mete Demir |  |

| 30 de maio 8                                                                              | SXB FC                                                         | 2–2 (2–3 pen.)                                                                    | xBuyer Team                             | Cidade do México                   |  |
| 19:00 (UTC-3)                                                                             | - Eihab Mohamed 2' - Farhan Al-Asmari 11' - SHoNgxBoNg 29' (p) | Relatório                                                                         | - Juanma González 19' - Roger Carbó 19' | Estádio: KL Arena MVP: Roger Carbó |  |
|                                                                                           |                                                                | Penalidades                                                                       |                                         |                                    |  |
| - Élton Gomes - Williams Oliveira - Eihab Mohamed - Anderson Migulha - Fabiano D'Oliveira |                                                                | - Roger Carbó - Fernando Velillas - Fuad El Amrani - Pablo Beguer - Iker Alcarazo |                                         |                                    |  |

#### Chave dos perdedores
| 29 de maio 9  | Olimpo United | 8–0       | Medallo City | Cidade do México                   |  |
| 20:00 (UTC-3) | - Mario Osuna 1' - Jesús Pérez 4' - Rafael González 14' - Jacob Morales 23' - 28' (p) - Rodolfo Salinas 35' (p) - José Rodríguez 35' (x2) | Relatório |              | Estádio: KL Arena MVP: Mario Osuna |  |

| 31 de maio 10 | UA Steel                    | 1–9       | Murash FC | Cidade do México                      |  |
| 22:00 (UTC-3) | - Shohei Moriyasu 7' (g.c.) | Relatório | - Kenta Kobayashi 3' - Junichi Kato 31' (p) - Koujiro Kanetake 36' - Hiroki Kiyokawa 40' (x2), 40+2' (x2) - Tatsuya Hirai 40+1' (x2) | Estádio: KL Arena MVP: Keisuke Fukaya |  |

| 31 de maio 11 | Real Titán FC                                                              | 4–5       | Los Aliens FC                                                                      | Cidade do México                    |  |
| 20:00 (UTC-3) | - Fran Hernández 16' - Christopher Pedraza 20+1' - Alberto García 24' (x2) | Relatório | - David Cabrera 4' - Miguel Rebollo 7', 39' - José Nieto 14' - Castro 1021 36' (p) | Estádio: KL Arena MVP: Omar Lascari |  |

| 30 de maio 12 | Muchachos FC                                                          | 4–1       | Youniors F.C.      | Cidade do México                     |  |
| 18:00 (UTC-3) | - Diego Martínez 1' - Emanuel Villa 22' (p), 27' - Juan Hernández 36' | Relatório | - Max Dombrowka 5' | Estádio: KL Arena MVP: Emanuel Villa |  |

| 29 de maio 13 | Deptostra FC                                           | 3–4       | PIO FC                                                            | Cidade do México                       |  |
| 18:00 (UTC-3) | - Nabil Jaadi 3' - Dario Oger 9' - Hamza Masoudi 20+1' | Relatório | - Víctor Mongil 14', 30' - Carlos Omabegho 20' - Aaron Ropero 20' | Estádio: KL Arena MVP: Carlos Omabegho |  |

| 30 de maio 14 | 1K FC                                                          | 6–5       | West Santos FC                                                               | Cidade do México                    |  |
| 22:00 (UTC-3) | - Marc Granero 4', 20+2', 25' (p (x2)), 25' - Marc Pluvins 19' | Relatório | - Fredy Rodríguez 20' (20+2), 35' - WestCol 18' (p) - Juan Celada 40+3' (x2) | Estádio: KL Arena MVP: Marc Granero |  |

| 31 de maio 15                                                                | Jijantes FC | 3–0 (W.O.) | FIVE FC | Cidade do México  |  |
| 18:00 (UTC-3)                                                                |             | Relatório  |         | Estádio: KL Arena |  |
| Nota: FIVE FC desistiu da partida, relatando vários jogadores indisponíveis. |             |            |         |                   |  |

| 30 de maio 16 | Persas FC                                                                                             | 2–1       | Galácticos del Caribe | Cidade do México  |  |
| 20:00 (UTC-3) | - Antonio Monterde 2' - Zeein 24' (p) - Fernando Olmedo 31' - Alejandro Díaz 40+2' - Rafael Cid 40+4' | Relatório | - Daviz Junco 3'      | Estádio: KL Arena |  |

### Last Chance
| 2 de junho    | Stallions                                                              | 2–0       | Persas FC | Cidade do México                         |  |
| 17:00 (UTC-3) | - Michele Trombetta 22', 38' - Giovanni Valtulini 23' - Vlad Marin 30' | Relatório |           | Estádio: KL Arena MVP: Michele Trombetta |  |

| 2 de junho    | Raniza FC                                             | 3–4       | Jijantes FC                                                      | Cidade do México                    |  |
| 20:00 (UTC-3) | - Obed Martínez 1' - Yair Arias 14' - Baruc Ochoa 23' | Relatório | - Gerard Romero 6' (p) - Diego Díaz 16' - Nando Quesada 32' (x2) | Estádio: KL Arena MVP: José Segovia |  |

| 2 de junho    | Ultimate Móstoles | 7–1       | 1K FC                 | Cidade do México                     |  |
| 14:00 (UTC-3) | - Diego de la Mata 1', 19' - Alberto de la Bella 2' - Ferran Corominas 8' - DjMaRiiO 15' (p) - Cristian Ubón 18' (p), 31' | Relatório | - John de la Cruz 20' | Estádio: KL Arena MVP: Cristian Ubón |  |

| 2 de junho    | Saiyans FC                                                           | 4–3       | PIO FC                                   | Cidade do México                  |  |
| 18:00 (UTC-3) | - Dani Pérez 2' - Pablo Fernández 24' - Augusto Fernández 40+3' (x2) | Relatório | - Iván López 26', 38' - Aaron Ropero 36' | Estádio: KL Arena MVP: Iván López |  |

| 2 de junho    | Foot2Rue                                                                        | 4–4 (3–4 pen.) | Muchachos FC                                                       | Cidade do México                   |  |
| 12:00 (UTC-3) | - Yanis Barka 4' - Jérémy Ménez 15' (p) - AmineMaTue 22' (p) - Amara Fofana 34' | Relatório      | - Diego Martínez 1' - Jonathan Orozco 2' - Diego Martínez 21', 36' | Estádio: KL Arena MVP: Yanis Barka |  |

| 2 de junho    | Club de Cuervos                           | 1–5       | Los Aliens FC                                                                                 | Cidade do México                      |  |
| 21:00 (UTC-3) | - Donovan Martínez 20+1' - Rafael Aja 32' | Relatório | - Miguel Rebollo 11', 20', 20+1' - Óscar Medina 20' - Anferny Rebollar 34' - Tirso Trueba 37' | Estádio: KL Arena MVP: Miguel Rebollo |  |

| 2 de junho    | Limon FC                                            | 2–0       | Murash FC | Cidade do México                |  |
| 19:00 (UTC-3) | - Berkay Sezer 5' - Alp Arda 19' - Osman Ural 40+2' | Relatório |           | Estádio: KL Arena MVP: Alp Arda |  |

| 2 de junho    | SXB FC | 0–3       | Olimpo United                                  | Cidade do México                   |  |
| 16:00 (UTC-3) |        | Relatório | - Marco Bueno 16' - Rodolfo Salinas 40+4' (x2) | Estádio: KL Arena MVP: Jesús Pérez |  |

## Fase final

### Equipes Classificadas
| Equipe           | 1ª  | 2ª  | LC | GP | GC | SG | Equipe            | 1ª  | 2ª  | LC  | GP | GC | SG |
| ---------------- | --- | --- | -- | -- | -- | -- | ----------------- | --- | --- | --- | -- | -- | -- |
| G3X FC           | 4–0 | 5–2 |    | 9  | 2  | 7  | Olimpo United     | 1–6 | 8–0 | 3–0 | 12 | 6  | 6  |
| Furia FC         | 6–1 | 2–4 |    | 8  | 2  | 6  | Ultimate Móstoles | 5–4 | 3–6 | 7–1 | 15 | 11 | 4  |
| Porcinos FC      | 7–4 | 6–5 |    | 13 | 9  | 4  | Los Aliens FC     | 4–5 | 5–4 | 5–1 | 14 | 10 | 4  |
| Los Troncos FC   | 5–5 | 6–3 |    | 11 | 8  | 3  | Limon FC          | 3–1 | 2–3 | 2–0 | 7  | 4  | 3  |
| Kunisports       | 6–5 | 3–2 |    | 9  | 7  | 2  | Saiyans FC        | 2–0 | 5–6 | 4–3 | 11 | 9  | 2  |
| Peluche Caligari | 5–4 | 5–5 |    | 10 | 9  | 1  | Jijantes FC       | 1–3 | 3–0 | 4–3 | 8  | 6  | 2  |
| xBuyer Team      | 7–6 | 2–2 |    | 9  | 8  | 1  | Stallions         | 3–2 | 1–2 | 2–0 | 6  | 4  | 2  |
| Aniquiladores FC | 2–2 | 1–1 |    | 3  | 3  | 0  | Muchachos FC      | 4–7 | 4–1 | 4–4 | 12 | 12 | 0  |

### Sorteio
Antes da conclusão da fase inicial, foi realizado um sorteio no dia 2 de junho para definir o chaveamento das equipes classificadas a partir das oitavas de final até a final. As equipes que se classificaram através da "chave dos vencedores" da segunda rodada (pote 1 no sorteio) enfrentaram as equipes que disputaram o Last Chance (pote 2).

### Tabela até a final
|  | Oitavas de final 4 a 5 de junho – KL Arena | Oitavas de final 4 a 5 de junho – KL Arena |             |       | Quartas de final 6 de junho – KL Arena | Quartas de final 6 de junho – KL Arena |  |  | Semifinais 8 de junho – Estádio BBVA | Semifinais 8 de junho – Estádio BBVA |  |  | Final 8 de junho – Estádio BBVA | Final 8 de junho – Estádio BBVA |
|  |                                            |                                            |             |       |                                        |                                        |  |  |                                      |                                      |  |  |                                 |                                 |
|  |                                            |                                            |             |       |                                        |                                        |  |  |                                      |                                      |  |  |                                 |                                 |
|  |                                            |                                            |             |       |                                        |                                        |  |  |                                      |                                      |  |  |                                 |                                 |
|  | Peluche Caligari                           | 3                                          |             |       |                                        |                                        |  |  |                                      |                                      |  |  |                                 |                                 |
|  | Peluche Caligari                           | 3                                          |             |       |                                        |                                        |  |  |                                      |                                      |  |  |                                 |                                 |
|  | Limon FC                                   | 4                                          |             |       |                                        |                                        |  |  |                                      |                                      |  |  |                                 |                                 |
|  | Limon FC                                   | 4                                          | Limon FC    | 3     |                                        |                                        |  |  |                                      |                                      |  |  |                                 |                                 |
|  |                                            |                                            | Limon FC    | 3     |                                        |                                        |  |  |                                      |                                      |  |  |                                 |                                 |
|  |                                            | Porcinos FC                                | 4           |       |                                        |                                        |  |  |                                      |                                      |  |  |                                 |                                 |
|  | Porcinos FC                                | Porcinos FC                                | 4           | 5     |                                        |                                        |  |  |                                      |                                      |  |  |                                 |                                 |
|  | Porcinos FC                                |                                            |             | 5     |                                        |                                        |  |  |                                      |                                      |  |  |                                 |                                 |
|  | Stallions                                  | 3                                          |             |       |                                        |                                        |  |  |                                      |                                      |  |  |                                 |                                 |
|  | Stallions                                  | 3                                          | Porcinos FC | 7     |                                        |                                        |  |  |                                      |                                      |  |  |                                 |                                 |
|  |                                            |                                            | Porcinos FC | 7     |                                        |                                        |  |  |                                      |                                      |  |  |                                 |                                 |
|  |                                            | xBuyer Team                                | 3           |       |                                        |                                        |  |  |                                      |                                      |  |  |                                 |                                 |
|  | xBuyer FC                                  | xBuyer Team                                | 3           | 4     |                                        |                                        |  |  |                                      |                                      |  |  |                                 |                                 |
|  | xBuyer FC                                  |                                            |             | 4     |                                        |                                        |  |  |                                      |                                      |  |  |                                 |                                 |
|  | Jijantes FC                                | 3                                          |             |       |                                        |                                        |  |  |                                      |                                      |  |  |                                 |                                 |
|  | Jijantes FC                                | 3                                          | xBuyer Team | 9     |                                        |                                        |  |  |                                      |                                      |  |  |                                 |                                 |
|  |                                            |                                            | xBuyer Team | 9     |                                        |                                        |  |  |                                      |                                      |  |  |                                 |                                 |
|  |                                            | Los Troncos FC                             | 4           |       |                                        |                                        |  |  |                                      |                                      |  |  |                                 |                                 |
|  | Los Troncos FC                             | Los Troncos FC                             | 4           | 5     |                                        |                                        |  |  |                                      |                                      |  |  |                                 |                                 |
|  | Los Troncos FC                             |                                            |             | 5     |                                        |                                        |  |  |                                      |                                      |  |  |                                 |                                 |
|  | Los Aliens FC                              | 4                                          |             |       |                                        |                                        |  |  |                                      |                                      |  |  |                                 |                                 |
|  | Los Aliens FC                              | 4                                          | Porcinos FC | 5     |                                        |                                        |  |  |                                      |                                      |  |  |                                 |                                 |
|  |                                            |                                            | Porcinos FC | 5     |                                        |                                        |  |  |                                      |                                      |  |  |                                 |                                 |
|  |                                            | G3X FC                                     | 3           |       |                                        |                                        |  |  |                                      |                                      |  |  |                                 |                                 |
|  | Aniquiladores FC                           | G3X FC                                     | 3           | 5 (0) |                                        |                                        |  |  |                                      |                                      |  |  |                                 |                                 |
|  | Aniquiladores FC                           |                                            |             | 5 (0) |                                        |                                        |  |  |                                      |                                      |  |  |                                 |                                 |
|  | Saiyans FC                                 | 5 (2)                                      |             |       |                                        |                                        |  |  |                                      |                                      |  |  |                                 |                                 |
|  | Saiyans FC                                 | 5 (2)                                      | Saiyans FC  | 4     |                                        |                                        |  |  |                                      |                                      |  |  |                                 |                                 |
|  |                                            |                                            | Saiyans FC  | 4     |                                        |                                        |  |  |                                      |                                      |  |  |                                 |                                 |
|  |                                            | Olimpo United                              | 3           |       |                                        |                                        |  |  |                                      |                                      |  |  |                                 |                                 |
|  | Kunisports                                 | Olimpo United                              | 3           | 2     |                                        |                                        |  |  |                                      |                                      |  |  |                                 |                                 |
|  | Kunisports                                 |                                            |             | 2     |                                        |                                        |  |  |                                      |                                      |  |  |                                 |                                 |
|  | Olimpo United                              | 4                                          |             |       |                                        |                                        |  |  |                                      |                                      |  |  |                                 |                                 |
|  | Olimpo United                              | 4                                          | Saiyans FC  | 3     |                                        |                                        |  |  |                                      |                                      |  |  |                                 |                                 |
|  |                                            |                                            | Saiyans FC  | 3     |                                        |                                        |  |  |                                      |                                      |  |  |                                 |                                 |
|  |                                            | G3X FC                                     | 6           |       |                                        |                                        |  |  |                                      |                                      |  |  |                                 |                                 |
|  | Furia FC                                   | G3X FC                                     | 6           | 7     |                                        |                                        |  |  |                                      |                                      |  |  |                                 |                                 |
|  | Furia FC                                   |                                            |             | 7     |                                        |                                        |  |  |                                      |                                      |  |  |                                 |                                 |
|  | Muchachos FC                               | 3                                          |             |       |                                        |                                        |  |  |                                      |                                      |  |  |                                 |                                 |
|  | Muchachos FC                               | 3                                          | Furia FC    | 3     |                                        |                                        |  |  |                                      |                                      |  |  |                                 |                                 |
|  |                                            |                                            | Furia FC    | 3     |                                        |                                        |  |  |                                      |                                      |  |  |                                 |                                 |
|  |                                            | G3X FC                                     | 5           |       |                                        |                                        |  |  |                                      |                                      |  |  |                                 |                                 |
|  | G3X FC                                     | G3X FC                                     | 5           | 4     |                                        |                                        |  |  |                                      |                                      |  |  |                                 |                                 |
|  | G3X FC                                     |                                            |             | 4     |                                        |                                        |  |  |                                      |                                      |  |  |                                 |                                 |
|  | Ultimate Móstoles                          | 3                                          |             |       |                                        |                                        |  |  |                                      |                                      |  |  |                                 |                                 |
|  | Ultimate Móstoles                          | 3                                          |             |       |                                        |                                        |  |  |                                      |                                      |  |  |                                 |                                 |

### Oitavas de final
| 5 de junho    | Peluche Caligari                                                         | 3–4       | Limon FC                                                                       | Cidade do México                   |  |
| 18:00 (UTC-3) | - Gustavo Guillén 3', 40+2' - Mauricio Campos 18' - Gabo Montiel 25' (p) | Relatório | - Mete Demir 2' - Berkay Sezer 13' - Serhat Kot 25' (p) - Memos Sözer 25', 34' | Estádio: KL Arena MVP: Memos Sözer |  |

| 5 de junho    | Porcinos FC | 5–3       | Stallions                                                                            | Cidade do México                      |  |
| 17:00 (UTC-3) | - Àlex Gutiérrez 1' - Oscar Coll 19', 20' - Jacobo Fernández de Liencres 24' - David Soriano 36' - Nicolás Santos 40+3' | Relatório | - Emiliano Viviano 20' - Blur 25' (p) - Stefano Sberna 37' - Michele Trombetta 40+3' | Estádio: KL Arena MVP: Àlex Gutiérrez |  |

| 4 de junho    | xBuyer FC                                                      | 4–3       | Jijantes FC                                                       | Cidade do México                      |  |
| 19:00 (UTC-3) | - Fuad El Amrani 16', 20' - Pablo Beguer 27' - Roger Carbó 40' | Relatório | - Diego Díaz 1' - Gerard Romero 17' (p) - Adrián Espinar 32', 33' | Estádio: KL Arena MVP: Fuad El Amrani |  |

| 5 de junho    | Los Troncos FC                                                     | 5–4 | Los Aliens FC                                                                          | Cidade do México                    |  |
| 20:00 (UTC-3) | - Max Marcet 1', 24' - Edgar Álvaro 28', 37' - Carlos Ferres 40+3' |     | - Miguel Rebollo 2' - José Nieto 18' (p) - César Vallejo 18', 27' - César Villaluz 33' | Estádio: KL Arena MVP: Edgar Álvaro |  |

| 4 de junho                                                    | Aniquiladores FC                                                          | 5–5 (0–2 pen.)                                            | Saiyans FC                                                                               | Cidade do México                   |  |
| 17:00 (UTC-3)                                                 | - Gerard Verge 2', 36' - Mario Reyes 4' - Hugo Fraile 20' - José Ruiz 20' | Relatório                                                 | - Dani Pérez 2' - Jero Martín 4' - Sergi Gestí 15' - Dani Liñares 20' - TheGrefg 36' (p) | Estádio: KL Arena MVP: Mario Reyes |  |
|                                                               |                                                                           | Penalidades                                               |                                                                                          |                                    |  |
| - Gerard Verge - Bernat Rovira - David Alba - Hichem Boumedol |                                                                           | - Alfons Serra - Sergi Gestí - Dani Liñares - Jero Martín |                                                                                          |                                    |  |

| 4 de junho    | Kunisports                     | 2–4       | Olimpo United                                               | Cidade do México                   |  |
| 18:00 (UTC-3) | - Jordi Gómez 20' (p), 30' (p) | Relatório | - Jacob Morales 4' - Marco Bueno 20', 20+1' - Loren 20' (p) | Estádio: KL Arena MVP: Marco Bueno |  |

| 4 de junho    | Furia FC | 7–3       | Muchachos FC                                                       | Cidade do México              |  |
| 20:00 (UTC-3) | - O Estagiário 6' (p) - Falcão 19', 27' (p) - João Pedro Isidório 20+1' - Jefferson Melo 25' - Leonardo Garcia 40+1' (x2) | Relatório | - Diego Martínez 6' - Emanuel Villa 16' (p) - Jero Freixas 16' (p) | Estádio: KL Arena MVP: Falcão |  |

| 4 de junho    | G3X FC                                                            | 4–3       | Ultimate Móstoles                                          | Cidade do México                    |  |
| 19:00 (UTC-3) | - Andreas Vaz 20+1' - Gaules 37' (p) - Kelvin Oliveira 40+5' (x2) | Relatório | - Víctor Vidal 2' - Kilian Honorato 15' - DjMaRiiO 16' (p) | Estádio: KL Arena MVP: Víctor Vidal |  |

### Quartas de final
| 6 de junho    | Limon FC                                                                                              | 3–4       | Porcinos FC                                                           | Cidade do México                  |  |
| 17:00 (UTC-3) | - Mete Demir 2' - Alp Arda 3' - Serhat Kot 20+1', 24' - Osman Ural 22' - Berkay Sezer 27' - Osman Naz | Relatório | - Nadir Louah 4', 15' - Ibai Llanos 30' (p) - Pablo Hernández 33' (p) | Estádio: KL Arena MVP: Serhat Kot |  |

| 6 de junho    | xBuyer Team | 9–4       | Los Troncos FC                                                  | Cidade do México                      |  |
| 18:00 (UTC-3) | - Pablo Beguer 1', 40+3' (x2) - Roger Carbó 6', 20' - Eric Ruiz 20' (p) - Juanma González 21' - Fernando Velillas 24' - Fuad El Amrani 29' - Alex Romero 38' | Relatório | - Joan Verdú 20', 28' (p) - Max Marcet 20+1' - Edgar Álvaro 36' | Estádio: KL Arena MVP: Fuad El Amrani |  |

| 6 de junho    | Saiyans FC                                                                      | 4–3       | Olimpo United                                                          | Cidade do México                  |  |
| 19:00 (UTC-3) | - Pablo Fernández 20+1' - TheGrefg 35' - David López 36' - Dani Liñares 38' (p) | Relatório | - Iñaki Domínguez 18' - Mario Osuna 19', 38' (p) - Rodolfo Salinas 40' | Estádio: KL Arena MVP: Dani Pérez |  |

| 6 de junho    | Furia FC                                       | 3–5       | G3X FC                                                                                | Cidade do México                       |  |
| 20:00 (UTC-3) | - Filype Pinheiro 1', 3' - O Estagiário 7' (p) | Relatório | - Andreas Vaz 15' - Kelvin Oliveira 16', 20+1', 29' (p), 38' (p) - Victor Bueno 40+3' | Estádio: KL Arena MVP: Kelvin Oliveira |  |

### Semifinais
| 8 de junho    | Porcinos FC | 7–3       | xBuyer Team                                                         | Guadalupe                               |  |
| 22:30 (UTC-3) | - Àlex Gutiérrez 2' - Marc Briones 2' - Nadir Louah 20' - Ibai Llanos 25' (p) - Pablo Hernández 29', 40+4' (x2) | Relatório | - Juanma González 7' - Fernando Velillas 27' (p) - Pablo Beguer 36' | Estádio: Estádio BBVA MVP: Marc Briones |  |

| 8 de junho    | Saiyans FC                                        | 3–6       | G3X FC                                                                       | Guadalupe                                  |  |
| 23:45 (UTC-3) | - Sergi Gestí 16' - Dani Liñares 25' (p), 38' (p) | Relatório | - Andreas Vaz 2' - Gabriel Menoci 18' - Kelvin Oliveira 35', 38', 40+1' (x2) | Estádio: Estádio BBVA MVP: Kelvin Oliveira |  |

### Final
| 9 de junho    | Porcinos FC                                                                                            | 5–3       | G3X FC                                                      | Guadalupe                                  |  |
| 01:30 (UTC-3) | - Nadir Louah 1' - David Soriano 12' - Pablo Hernández 20+1' - Nicolás Santos 26' - Àlex Gutiérrez 29' | Relatório | - Wellington Rodrigues 20+2' - Kelvin Oliveira 29', 32' (p) | Estádio: Estádio BBVA MVP: Kelvin Oliveira |  |

## Premiação
| Kings World Cup 2024             |
| Espanha                          |
| -------------------------------- |
| Porcinos FC Campeão (1.º título) |